# Transit (bog)
 For alternative betydninger, se Transit. (Se også artikler, som begynder med Transit)
Transit er Søren Damms debutroman fra 1994. Den er skrevet i ét stræk, første side først, sidste side sidst. Bogen bærer stadig i dag præg af en ligefrem, kynisk nøgtern fortælling uden det sproglige og genremæssige lir, som enkelte klandrer Melodrama for. 
Transit blev af dommerkomitteen i Jyllands-Postens romankonkurrence belønnet bl.a. for at være en barsk underholdende og sproligt set meget original roman. Den er et levende, både dystert og fascinerende signalement af en ungdomsgeneration...på flugt fra sig selv, en malende velskrevet roman, hvis form og indhold træder i fælles karakter.
Transit handler om Robert Pram (et navn planket fra Tom Kristensens roman, Livets arabesk fra 1921). For Robert er livets salt diskoteker, reklamer og MTV. Han har ingen holdninger, tvært imod skøjter han kynisk og navlebeskuende henover tilværelsen til tonerne af tiden indadvendte pop og techno, indtil virkeligheden en dag indhenter ham i form af Sofie.
Romanen er med årene blevet en fast del af især gymnasieskolens pensum og har solgt 3000 eksemplarer. Transit bliver stadig læst og analyseret.
Af samme forfatter:
- Melodrama, 1996
- Finland, 2006